# Mac Ruth
Mac Ruth (* 7. Mai 1967 in Ellensburg, Washington) ist ein US-amerikanischer Tonmischer.

## Leben
Mac Ruth begann seine filmische Karriere 1994 zunächst als Kabelhilfe und Tonassistent. Ab 2001 war er auch als Tonmischer und Aufnahmeleiter tätig. Zu seinen größten Produktionen zählen The Cave (2005), Eragon – Das Vermächtnis der Drachenreiter (2006), Der letzte Tempelritter (2011) und World War Z (2013). Für seine Arbeit an Der Marsianer – Rettet Mark Watney (2015), 13 Hours: The Secret Soldiers of Benghazi (2016), Blade Runner 2049 (2017) und Dune (2021) wurde er jeweils für den Oscar nominiert.